# Sovrompetrol

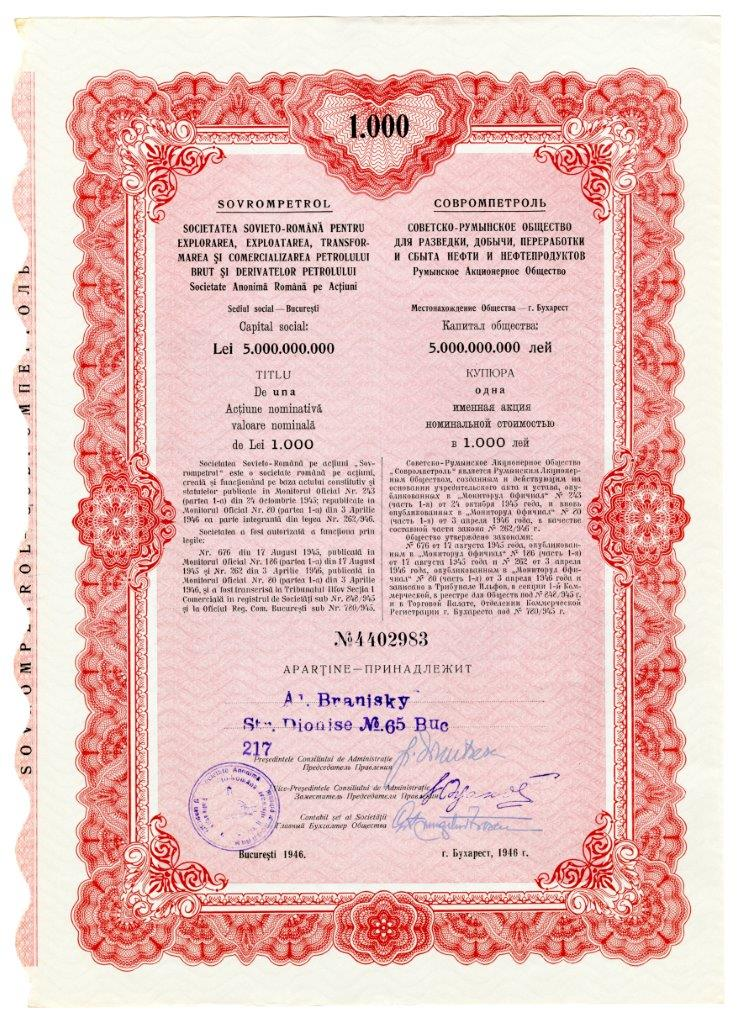
Acțiune Sovrompetrol din anul 1946

Sovrompetrol (în limba rusă: COBPOMПETPOЛЬ) a fost una dintre societățile mixte româno-sovietice de tip SovRom care a preluat în mare parte industria românească de petrol, înființat în 1945.

## Înființarea
Sovrompetrol a fost înființat pe 17 iulie 1945 pe fondul armistițiului dintre România și Uniunea Sovietică. Aportul sovietic s-a constituit din bunurile inamice confiscate, în special activele societăților petrolifere cu capital german. Denumirea legală a Sovrompetrol era societate sovieto-română pentru explorarea, exploatarea, transformarea și comercializarea petrolului brut și derivatelor petrolului. 
După naționalizarea care a avut loc în 1948, companiile petrolifere din România au trecut în proprietatea statului, care le-a organizat în două mari centre: Centrala Petroliferă Moldova și Centrala Petroliferă Muntenia (incluzând 22 de foste întreprinderi). Cele două au trecut în 1950 sub conducerea unică a Sovrompetrol.

## Activitatea și desființarea
Societatea exploata și transporta petrolul și derivatele acestuia, în mare parte ca despăgubiri de război pentru Uniunea Sovietică. În perioada de 1950-1956 ani cât Sovrompetrol a deținut controlul total asupra industriei de petrol românești, s-au făcut diverse investiții. Au fost potențate conductele, au fost deschise noi exploatări în Moldova, s-a înființat o rafinărie la Onești și s-a optimizat transportul țițeiului spre rafinăriile celor două mari regiuni producătoare de petrol din România. Societatea a fost desființată pe 1 septembrie 1956.